# Gynoplistia (Gynoplistia) clarki
Gynoplistia (Gynoplistia) clarki is een tweevleugelige uit de familie steltmuggen (Limoniidae). De soort komt voor in het Australaziatisch gebied.